# NGC 978
NGC 978 é uma galáxia elíptica (E-S0) localizada na direcção da constelação de Triangulum. Possui uma declinação de +32° 50' 42" e uma ascensão recta de 2 horas, 34 minutos e 47,0 segundos.
A galáxia NGC 978 foi descoberta em 22 de Novembro de 1827 por John Herschel.